# Faglig voldgift
Faglige Voldgiftsretter er en del af det fagretlige processystem og har været reguleret i Arbejdsretslovens kap. 2 (§§ 21-33) siden revisionen af loven i 2008.
De faglige voldgiftsretter er ikke omfattet af den almindelige voldgiftslov.
De faglige voldgiftsretter er ikke at betragte som domstole (som fx Arbejdsretten er det) men nærmere mindre retter der nedsættes særskilt fra sag til sag.

## Sagsområde
De faglige voldgiftsretter behandler sager som er nævnt i Arbejdsretslovens § 21 og de er således enekompetente til at behandle sager om fortolkning af almindelige kollektive overenskomster og herunder lokalaftaler jf. Arbejdsretslovens § 21, stk. 1, nr. 1.
Overenskomstparterne kan henlægge alle sager, der ellers normalt hører under Arbejdsrettens område, til den faglige voldgift jf. Arbejdsretslovens § 21, stk. 1, nr. 2.
Overenskomstparterne kan også aftale, at sagstyper, der normalt behandles under domstolene, skal behandles ved faglig voldgift jf. Arbejdsretslovens § 21, stk. 1, nr. 3.
Ydermere er de almindelige domstole gjort inkompetente i forhold til de sager, som den faglige voldgift kan behandle jf. Arbejdsretslovens § 22, stk. 1.

## Sammensætning
Den faglige voldgift sammensættes normalvis af 1 eller 3 opmænd (juridiske dommere) og 4 voldgiftsmænd (2 fra hver side af overenskomstparterne).
Opmanden/opmændene skal udpeges af Arbejdsretten jf. Arbejdsretslovens § 25 mens overenskomstparterne selv udpeger de 4 voldgiftsmænd.
Hverken opmanden/opmændene eller voldgiftsmændene kan være en del af sagen hvis sagen vedrører arbejdsforhold, som de har personlig interesse i jf. Arbejdsretslovens § 26.
Perterne betaler opmandens honorar med 50% til hver part og parterne bærer i øvrigt selv deres egne sagsomkostninger jf. Arbejdsretslovens § 31.

## Procesparter
Overenskomstparterne er selv procesparter jf. Arbejdsretslovens § 23 modsat i Arbejdsretten hvor det altid er den mest omfattende organisation der er procespart.
Det er altiv overenskomstparterne der er klager eller indklaget for den faglige voldgift.
En lønmodtager kan dog selv forfølge sin sag ved de almindelige domstole hvis ikke den overenskomstbærende organisation ikke forfølger sagen fagretligt (enten ved Arbejdsretten eller den faglige voldgift) jf. Arbejdsretslovens §§ 11, stk. 2 og 22, stk. 2.

## Proces
Hovedforhandlingen under selve sagen foregår for åbne døre for offentligheden. Opmanden kan dog vælge at lukke dørene for offentligheden.
Ofte optræder opmændene mere som mæglere mellem parterne for at få parterne til selv at indgå et forlig. Heraf udspringer også, at processen er mindre formaliseret end det ses ved Arbejdsretten.

## Voldgiftrettens kendelser
Kendelserne er offentlige og offentliggøres på samme måde som Arbejdsrettens domme.
Der er kun en meget snæver adgang til at få kendelser fra voldgiftsretten genoptaget jf. Arbejdsretslovens § 30. 3 medlemmer af Arbejdsrettens formandsstab kan således undtagelsesvist tillade, at sager genoptages når:
1) når det ses for overvejende sandsynligt, at sagen uden ansøgers fejl, har været urigtigt oplyst og at sagen ved genoptagelse vil få et andet udfald, OG
2) omstændighederne i øvrigt taler for en genoptagelse.
Faglige voldgiftskendelser kan ikke appelleres men Arbejdsretten kan tilsidesætte kendelserne hvor væsentlige formforskrifter er tilsidesat og dette har haft betydning for sagens afgørelse.